# Кузиев, Закиржан Пирмухамедович
Закиржан Пирмухамедович Кузиев (род. 30 января 1969 года, Алма-Ата, Казахская ССР) — казахстанский предприниматель и общественный деятель. Депутат Мажилиса Парламента Казахстана VII созыва (2022—2023). Депутат Сената Парламента Казахстана (с 2023 года).

## Биография
1990—1991 гг. — столяр-станочник 5-го разряда в производственном объединении «Ремстройтехника».
1991—1992 гг. — инструктор шеф-монтажного отдела малого производственного коммерческого предприятия «Четыре и К».
1992—1993 гг. — заместитель директора МГП «Единство».
1993—1996 гг. — директор малого частного предприятия «Назигум».
1996—1999 гг. — президент АО «Универсал».
1999—2005 гг. — директор, генеральный директор ЗАО «Универсал», генеральный директор СП «Бент-Анак».
С 2005 года — учредитель ТОО «Жаркентский крахмалопаточный завода». 2005—2008 гг. — генеральный директор ТОО «Жаркентский крахмалопаточный завод». С 2016 года — председатель правления совета директоров ТОО «Жаркентский Крахмалопаточный завод», ТОО «Универсал».
2008—2010 гг. — президент, советник генерального директора ТОО «Универсал».
2016—2022 гг. — депутат VI созыва Алматинского областного маслихата, член постоянной комиссии по вопросам бюджета, тарифной политики, обеспечения законности.
С апреля 2022 года по январь 2023 года — депутат Мажилиса Парламента Казахстана VII созыва от Ассамблеи народа Казахстана.
24 января 2023 года указом президента Казахстана Касым-Жомарта Токаева назначен депутатом Сената Парламента Казахстана.

## Награды
- Орден «Парасат» (2025)[3]
- Орден «Курмет»
- Медаль «За трудовое отличие»
- Медаль «Народная благодарность»
- Медаль «30 лет независимости Республики Казахстан» (2021)